# 埃尔津詹

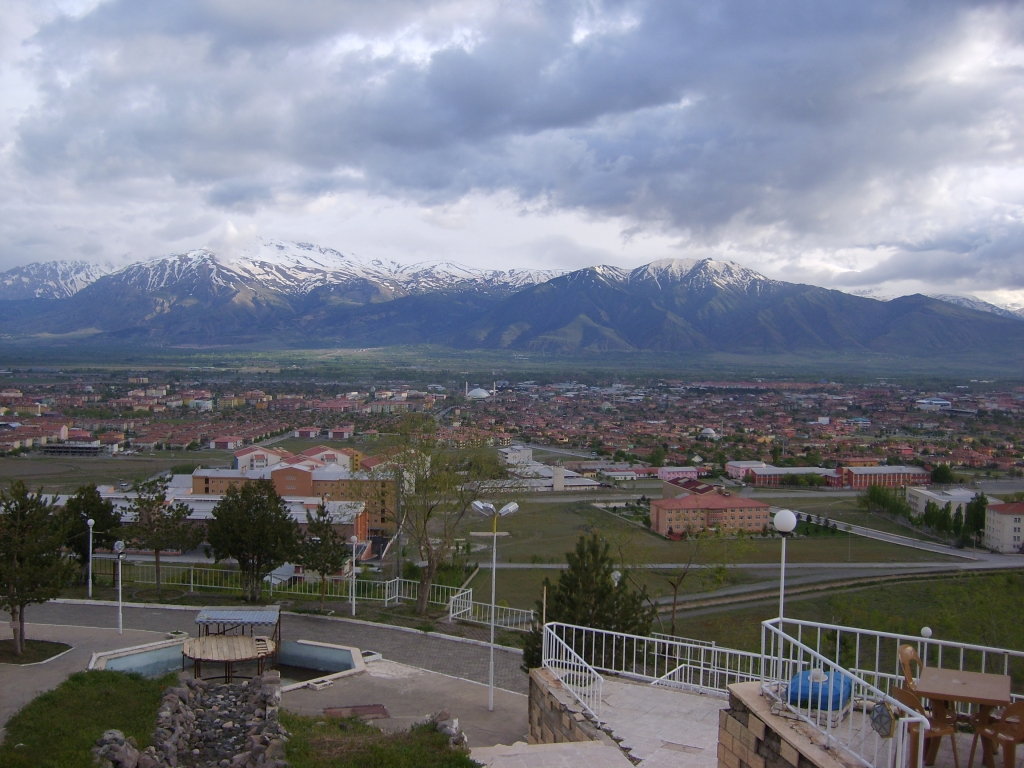
埃尔津詹

埃尔津詹（Erzincan）是土耳其的城鎮，位於該國東部，面積1,622平方公里，海拔高度1,185米，受大陸性氣候影響，每年平均降雨量382毫米，為埃爾津詹省首府，人口94,598人（2011年）。

## 外部連結
- Governor's Office（页面存档备份，存于）
- Municipality（页面存档备份，存于）